# Santeny
Santeny est une commune française située dans le département du Val-de-Marne, en région Île-de-France.

## Géographie

### Situation
La commune fait partie du Plateau Briard, en Brie francaise. Elle est bordée au nord par la forêt de Notre-Dame et elle est traversée par la rivière Réveillon.
Elle est située dans la banlieue sud-est de Paris, à 22 km de Notre-Dame de Paris.

### Communes limitrophes
Les communes limitrophes sont La Queue-en-Brie, Lésigny, Servon, Mandres-les-Roses, Marolles-en-Brie, Sucy-en-Brie et Villecresnes.

### Climat
Pour des articles plus généraux, voir Climat de l'Île-de-France et Climat du Val-de-Marne.
En 2010, le climat de la commune est de type climat océanique dégradé des plaines du Centre et du Nord, selon une étude du CNRS s'appuyant sur une série de données couvrant la période 1971-2000. En 2020, Météo-France publie une typologie des climats de la France métropolitaine dans laquelle la commune est exposée à un climat océanique altéré et est dans la région climatique Sud-ouest du bassin Parisien, caractérisée par une faible pluviométrie, notamment au printemps (120 à 150 mm) et un hiver froid (3,5 °C).
Pour la période 1971-2000, la température annuelle moyenne est de 11,3 °C, avec une amplitude thermique annuelle de 15,2 °C. Le cumul annuel moyen de précipitations est de 675 mm, avec 10,7 jours de précipitations en janvier et 7,6 jours en juillet. Pour la période 1991-2020, la température moyenne annuelle observée sur la station météorologique la plus proche, située sur la commune de Mandres-les-Roses à 3 km à vol d'oiseau, est de 11,9 °C et le cumul annuel moyen de précipitations est de 698,3 mm,. Pour l'avenir, les paramètres climatiques de la commune estimés pour 2050 selon différents scénarios d'émission de gaz à effet de serre sont consultables sur un site dédié publié par Météo-France en novembre 2022.
| Mois                                  | jan.          | fév.           | mars           | avril       | mai            | juin           | jui.           | août          | sep.        | oct.            | nov.             | déc.             | année     |
| ------------------------------------- | ------------- | -------------- | -------------- | ----------- | -------------- | -------------- | -------------- | ------------- | ----------- | --------------- | ---------------- | ---------------- | --------- |
| Température minimale moyenne (°C)     | 1,8           | 1,6            | 3,8            | 5,8         | 9,6            | 12,7           | 14,5           | 14            | 10,8        | 8,2             | 4,7              | 2,4              | 7,5       |
| Température moyenne (°C)              | 4,5           | 5              | 8,2            | 11          | 14,8           | 18,1           | 20,2           | 20            | 16,3        | 12,4            | 7,8              | 5                | 11,9      |
| Température maximale moyenne (°C)     | 7,2           | 8,6            | 12,7           | 16,4        | 19,9           | 23,5           | 25,9           | 26,1          | 21,8        | 16,6            | 10,9             | 7,5              | 16,4      |
| Record de froid (°C) date du record   | −16 08.01.10  | −13 07.02.1991 | −10,5 01.03.05 | −3 07.04.21 | 0,5 07.05.1997 | 1,8 04.06.1991 | 6,1 04.07.1990 | 6 28.08.1998  | 1 30.09.12  | −3,8 30.10.1997 | −10,4 24.11.1998 | −10,3 29.12.1996 | −16 2010  |
| Record de chaleur (°C) date du record | 16,1 27.01.03 | 22 27.02.19    | 25 31.03.21    | 29 20.04.18 | 33 28.05.17    | 38 22.06.17    | 39,5 31.07.20  | 40,1 06.08.03 | 35 15.09.20 | 29,5 01.10.11   | 23 08.11.15      | 17,3 16.12.1989  | 40,1 2003 |
| Précipitations (mm)                   | 57,2          | 50,9           | 49,8           | 50,6        | 67,4           | 58,6           | 60             | 61,1          | 52,4        | 58              | 61,8             | 70,5             | 698,3     |

## Urbanisme

### Typologie
Au 1er janvier 2024, Santeny est catégorisée grand centre urbain, selon la nouvelle grille communale de densité à sept niveaux définie par l'Insee en 2022.
Elle appartient à l'unité urbaine de Paris, une agglomération inter-départementale regroupant 407  communes, dont elle est une commune de la banlieue,,. Par ailleurs la commune fait partie de l'aire d'attraction de Paris, dont elle est une commune du pôle principal,. Cette aire regroupe 1 929 communes,.

### Occupation des sols

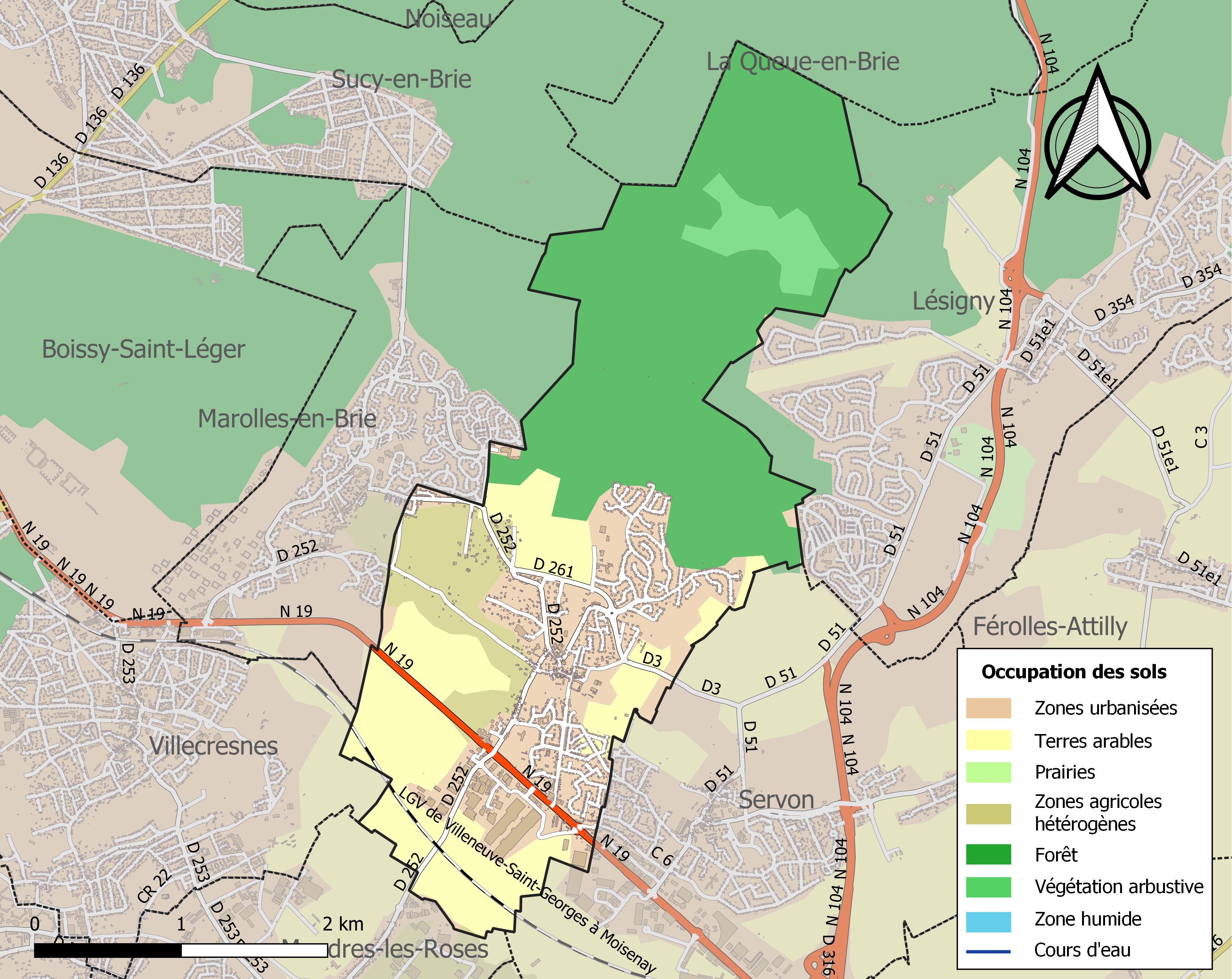
Carte des infrastructures et de l'occupation des sols de la commune en 2018 (CLC).

### Habitat et logement
En 2020, le nombre total de logements dans la commune était de 1 652, alors qu'il était de 1 417 en 2015 et de 1 320 en 2010.
Parmi ces logements, 94,9 % étaient des résidences principales, 0,6 % des résidences secondaires et 4,6 % des logements vacants. Ces logements étaient pour 76,9 % d'entre eux des maisons individuelles et pour 22 % des appartements.
Le tableau ci-dessous présente la typologie des logements à Santeny en 2020 en comparaison avec celle du Val-de-Marne et de la France entière. Une caractéristique marquante du parc de logements est ainsi une proportion de résidences secondaires et logements occasionnels (0,6 %) inférieure à celle du département (1,9 %) et à celle de la France entière (9,7 %). Concernant le statut d'occupation de ces logements, 75,6 % des habitants de la commune sont propriétaires de leur logement (77,5 % en 2015), contre 44,8 % pour le Val-de-Marne et 57,5 pour la France entière.
| Typologie                                               | Santeny | Val-de-Marne | France entière |
| ------------------------------------------------------- | ------- | ------------ | -------------- |
| Résidences principales (en %)                           | 94,9    | 92,3         | 82,1           |
| Résidences secondaires et logements occasionnels (en %) | 0,6     | 1,9          | 9,7            |
| Logements vacants (en %)                                | 4,6     | 5,8          | 8,2            |

### Voies de communication et transports
La commune se situe sur la RN19 et à deux kilomètres de la Francilienne (N104).
Elle est desservie par deux lignes de bus : la ligne 451 du  réseau de bus Marne et Seine à destination de Créteil/Servon et la ligne 21 du réseau de bus Pays Briard à destination de Boissy-Saint-Léger/Verneuil-l'Étang via Brie-Comte-Robert.

## Toponymie
Attestée sous le nom Centeniacum en 1140, Centeni en 1155, Centeny, Senteny, Centeniacwn en 1205, Centigniacum en 1352, Saintery au XVIe siècle.
Une des hypothèses est que le premier possesseur du lieu est un certain romain « Centenius ».

## Histoire

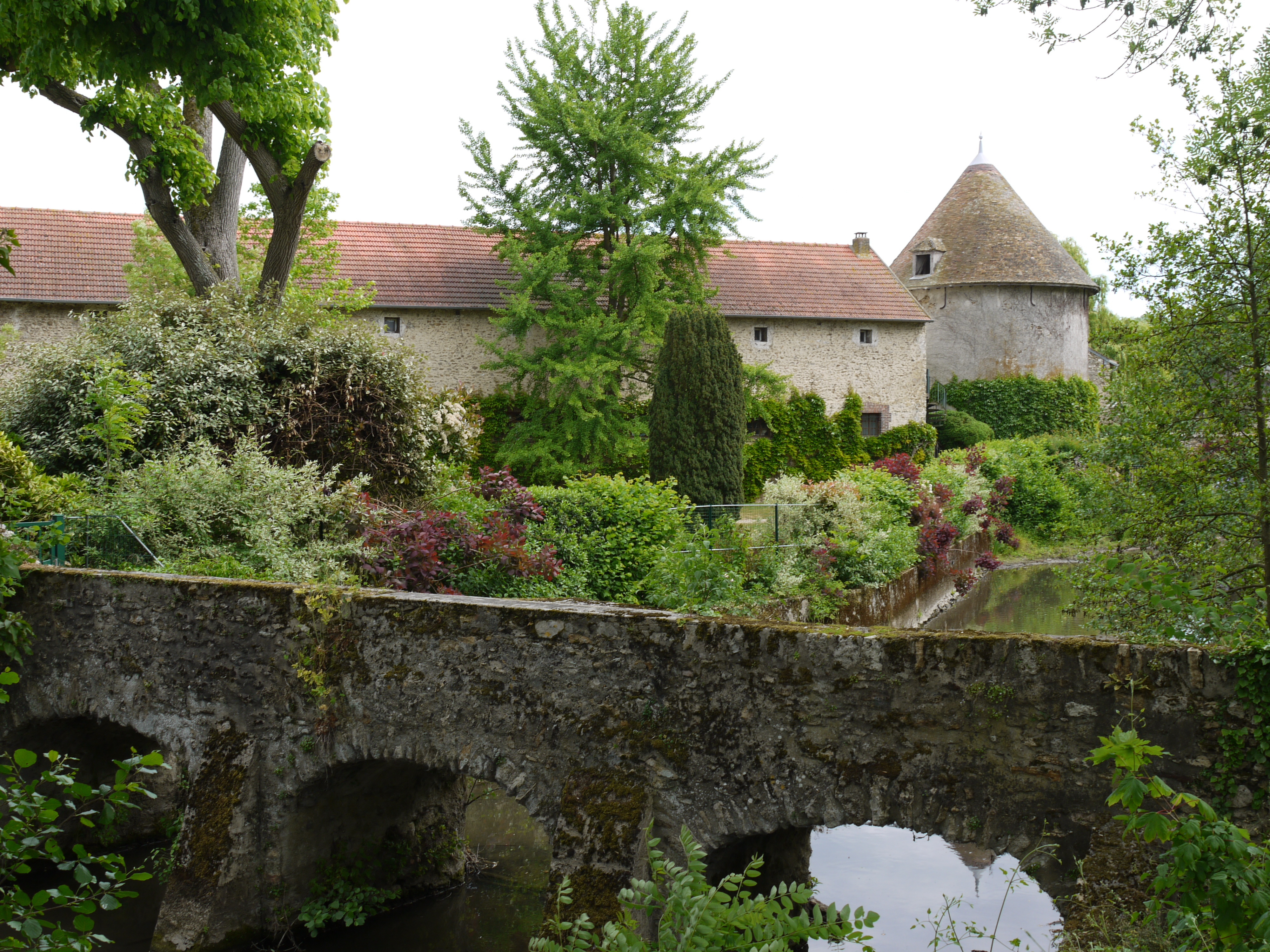
L'ancienne ferme des Lyons et son colombier au centre de l'agglomération.

### Moyen Âge
En 1138, un texte mentionne pour la première fois le bourg. Un groupe de chevaliers-brigands qui sévissaient dans la région a restitué à l’évêque de Paris les différentes paroisses sous leur influence dont Santeny.
La guerre de Cent Ans n'épargne pas Santeny. Les Anglais occupent le village entre 1419 et 1439. Le village possède de nombreux fiefs dont celui de Montanglos dont le portail est toujours visible.

#### Les Templiers et les Hospitaliers
En mars 1290, l'ordre du Temple acquiert la seigneurie de Santeny de Jeanne de Blois-Châtillon comtesse de Blois et de Brie, pour le salut de son âme et contre 1 000 livres alors possédé par le chevalier Guillaume, dit Bataille, seigneur de Villemenon,. Ils achètent, au chevalier Bataille, en 1292, au prix de 690 livres parisis sa maison seigneuriale de Santeny. Elle possédait 94 arpents de terre avec droits de justice et de cens,. Ils étendent ainsi leur pouvoir sur toute la vallée de l'Yerre et la forêt de Sénart. De cette seigneurie dépendait également les fiefs de Cossigny et d'Ormoy appartenant à Jean de Brie, le fief d'Adam du Ban et le fief du chevalier Pollo. En 1295, toujours au chevalier Bataille, ils achètent encore pour 33 livres parisis 19 arpents de bois au chêne Gaillard à Santeny,.
L'Ordre disparaît au début du XIVe siècle et la commanderie de Santeny est dévolue aux Hospitaliers de l'ordre de Saint-Jean de Jérusalem.
Au XVe siècle, la commanderie est une véritable forteresse avec basse-cour, des tours, des fossés et pont-levis. Elle est ensuite petit à petit démantelée au point qu'il n'en restait que la basse-cour avec 100 arpents de terre labourable et 300 arpents de bois ayant un revenu de 1 800 livres par an.

### Temps modernes
En 1730, Germain-Louis Chauvelin, garde des sceaux, ministre d’État et président à mortier au Parlement de Paris, voulant réunir sa seigneurie de Villecresnes qui jouxtait la commanderie de Santeny, donne en échange sa terre du Plessis-Pommeraie et son fief de Beaulieu. Jean Philippe d'Orléans, prieur, après consultation du grand maître António Manoel de Vilhena, accepte l'échange à la condition que Chauvelin rajoute deux maisons d'un revenu annuel de 500 livres au lieu dit la Grande-Pinte, hors du faubourg Saint-Antoine. L'échange est fait par acte notarié le 18 janvier 1733,. Il constitua ainsi le marquisat de Grosbois.

### Époque contemporaine
Le village connait une ère de prospérité durant tout le XIXe siècle. Les terres briardes sont riches et fertiles. À partir de 1875, la population diminue peu à peu en raison de la disparition des vignes, et malgré la reconversion dans la culture de la rose.

## Politique et administration

### Rattachements administratifs et électoraux
Antérieurement à la loi du 10 juillet 1964, la commune faisait partie du département de Seine-et-Oise. La réorganisation de la région parisienne en 1964 fit que la commune appartient désormais au département du Val-de-Marne et à son arrondissement de Créteil après un transfert administratif effectif au 1er janvier 1968.
Pour l'élection des députés, Santeny fait partie de la troisième circonscription du Val-de-Marne
Elle faisait partie depuis 1801 du canton de Boissy-Saint-Léger du département de Seine-et-Oise. Lors de la mise en place du Val-de-Marne, elle est rattachée en 1967 au canton de Villecresnes. Dans le cadre du redécoupage cantonal de 2014 en France, Santeny est intégrée au canton du Plateau briard.

### Intercommunalité
La commune était, jusqu'en 2015, membre de la communauté de communes du Plateau briard, créée en 2002.
Dans le cadre de la mise en œuvre de la volonté gouvernementale de favoriser le développement du centre de l'agglomération parisienne comme pôle mondial est créée, le 1er janvier 2016, la métropole du Grand Paris (MGP), dont la commune est membre.
La loi portant nouvelle organisation territoriale de la République du 7 août 2015 prévoit également la création de nouvelles structures administratives regroupant les communes membres de la métropole, constituées d'ensembles de plus de 300 000 habitants, et dotées de nombreuses compétences, les établissements publics territoriaux (EPT).
La commune a donc également été intégrée le 1er janvier 2016 à l'établissement public territorial Grand Paris Sud Est Avenir, qui succède notamment à la communauté de communes du Plateau briard.

### Tendances politiques et résultats
En 2012, lors de l'élection présidentielle Santeny est la ville du Val-de-Marne qui a voté le plus pour le candidat de l'UMP Nicolas Sarkozy.
Lors du prémier tour des municipales de 2014, la liste  conduite par Jean-Claude Gendronneau (UMP) a obetnu 53,28% des suffrages exprimés, celle de  Vincent Bedu (DVD), 40,86% et celle de François Pennacchioli (DIV), 5,86%.
La liste menée par Jean-Claude Gendronneau ayant obtenu plus de la moitié des suffrages expriés, il n'a pas été organisé de second tour.
Le maire sortant, élu depuis les élections municipales de 2001 ne se représentant pas, la liste menée par Vincent Bedu (UDI) remporte le second tour des élections municipales de 2020 avec 52,57 %, devançant les listes menées par Sophie Del Socorro (LR, soutenue par le maire sortant, 36,78 %) et par Valérie Mayer-Blimont (LR, 10,63 %) lors d'un scrutin marqué par une abstention de 45,24 %,.

### Liste des maires
| Période                                  | Période                       | Identité               | Étiquette   | Qualité                                                                |
| ---------------------------------------- | ----------------------------- | ---------------------- | ----------- | ---------------------------------------------------------------------- |
| Les données manquantes sont à compléter. |                               |                        |             |                                                                        |
| 1944                                     | 1974                          | Fernand Gauchard       | Mod.        | Industriel, ancien résistant                                           |
| Les données manquantes sont à compléter. |                               |                        |             |                                                                        |
| mars 1977                                | mars 1989                     | Jean Marche            |             | Instituteur                                                            |
| mars 1989                                | mars 2001                     | Josiane Castets        | UDF-FD      |                                                                        |
| mars 2001                                | juillet 2020                  | Jean-Claude Gendroneau | UMP → LR    | Président de la CC du Plateau briard (2011 → 2011 et 2014 → 2015)      |
| juillet 2020,                            | En cours (au 10 octobre 2023) | Vincent Bedu           | LR puis UDI | Ancien chef d'entreprise Conseiller régional d'Île-de-France (2021 → ) |

## Équipements et services publics

### Enseignement
Les élèves de Santeny sont rattachés à l'académie de Créteil.
La commune possède trois établissements scolaires[Quand ?] : l'école maternelle des 40-Arpents, l'école élémentaire des 40-Arpents, et le collège Georges-Brassens.

## Population et société

### Démographie
L'évolution du nombre d'habitants est connue à travers les recensements de la population effectués dans la commune depuis 1793. Pour les communes de moins de 10 000 habitants, une enquête de recensement portant sur toute la population est réalisée tous les cinq ans, les populations de référence des années intermédiaires étant quant à elles estimées par interpolation ou extrapolation. Pour la commune, le premier recensement exhaustif entrant dans le cadre du nouveau dispositif a été réalisé en 2007.

En 2022, la commune comptait 3 958 habitants, en évolution de +6,74 % par rapport à 2016 (Val-de-Marne : +3 %, France hors Mayotte : +2,11 %).
| 1793 | 1800 | 1806 | 1821 | 1831 | 1836 | 1841 | 1846 | 1851 |
| ---- | ---- | ---- | ---- | ---- | ---- | ---- | ---- | ---- |
| 380  | 366  | 455  | 377  | 484  | 451  | 479  | 445  | 457  |

| 1856 | 1861 | 1866 | 1872 | 1876 | 1881 | 1886 | 1891 | 1896 |
| ---- | ---- | ---- | ---- | ---- | ---- | ---- | ---- | ---- |
| 455  | 460  | 203  | 208  | 419  | 411  | 407  | 389  | 397  |

| 1901 | 1906 | 1911 | 1921 | 1926 | 1931 | 1936 | 1946 | 1954 |
| ---- | ---- | ---- | ---- | ---- | ---- | ---- | ---- | ---- |
| 393  | 394  | 377  | 413  | 455  | 511  | 461  | 688  | 666  |

| 1962 | 1968 | 1975  | 1982  | 1990  | 1999  | 2006  | 2007  | 2012  |
| ---- | ---- | ----- | ----- | ----- | ----- | ----- | ----- | ----- |
| 701  | 774  | 2 242 | 2 621 | 2 810 | 3 140 | 3 550 | 3 610 | 3 651 |

| 2017  | 2022  | - | - | - | - | - | - | - |
| ----- | ----- | - | - | - | - | - | - | - |
| 3 775 | 3 958 | - | - | - | - | - | - | - |

### Sports et loisirs
- Santeny Sports Loisirs : Football
- Santeny Roller : Rink Hockey
- Association culturelle et sportive santenoise : regroupement de plusieurs clubs (judo, karaté, marche, bibliothèque, peinture, club vidéo...)
- Club de badminton
- Santeny Solex : passionné de Solex, qui organise chaque année une course de Solex à Santeny
- Tennis Club Santeny

## Culture locale et patrimoine

### Lieux et monuments
- Le château de Santeny, 1868.
- En 1920, Nicolas Nikolaïevitch de Russie et son épouse s’installent dans une maison de campagne, au château de Choigny, à vingt kilomètres de Paris. Le grand-duc est constamment gardé par la police secrète française et un petit nombre de Cosaques.
- Château dit " La Commanderie". Dès le XIIe siècle, l'ordre militaire et religieux des Templiers possède des biens sur le territoire de Santeny. Un château fort (aujourd'hui disparu) fut acheté en 1292 au chevalier Gillaume Bataille par les Templiers afin d'en faire leur commanderie. Les biens et les possessions de l'ordre passent entre les mains de l'ordre des chevaliers de Rhodes puis des chevaliers de Malte en 1530. En 1732, Chauvelin, ministre de Louis XV, achète et rase l'ancienne commanderie pour y faire construire l'actuelle propriété donnant sur rue.
- Lavoir communal, 1881.
- L'église Saint Germain, 1881. Complètement reconstruite en 1880, l'ancienne église remonte sans aucun doute au XIIIe siècle. Une vierge à l'enfant datant du XIVe siècle est encore visible à l'intérieur.
- Vitrail " Vie de Saint Nicolas", XIIIe siècle, église Saint-Germain.

### Personnalités liées à la commune
- Pierre Joseph Farine du Creux (1770-1833), général des armées de la République et de l'Empire.
- François-Joseph Bélanger, architecte du château de Bagatelle, et de la Folie Bélanger rue des Marais.
- Roger de Beauvoir, pseudonyme de Eugène Auguste Roger de Bully, (1806-1866), romancier et dramaturge romantique français.
- Nicolas Nikolaievitch de Russie (1856 - 1929), Grand-duc de Russie et membre de la maison de Holstein-Gottorp-Romanov.
- Germain-Louis Chauvelin (1685 - 1762), Garde des sceaux et secrétaire d'État aux affaires étrangères de Louis XV.

### Héraldique, logotype et devise
| Blason de Santeny | Blason  | D'azur à la barre ondée d'or, accompagnée en chef d'un besant du même chargé d'une croisette de Malte du champ et en pointe d'une rose aussi d'or. |
| Blason de Santeny | Détails | Le statut officiel du blason reste à déterminer.                                                                                                   |

## Pour approfondir